# Мкутумула
Мкутуму́ла (англ. Mkutumula) — вища традиційна громада у складі дистрикту Нтчеу Центрального регіону Малаві.
Населення — 29361 особа (2018).